# Drapetes (djur)
Drapetes är ett släkte av skalbaggar som beskrevs av Pierre François Marie Auguste Dejean 1821. Drapetes ingår i familjen knäppare.
Släktet innehåller bara arten Drapetes mordelloides.